# Istituto federale della proprietà intellettuale

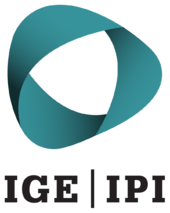

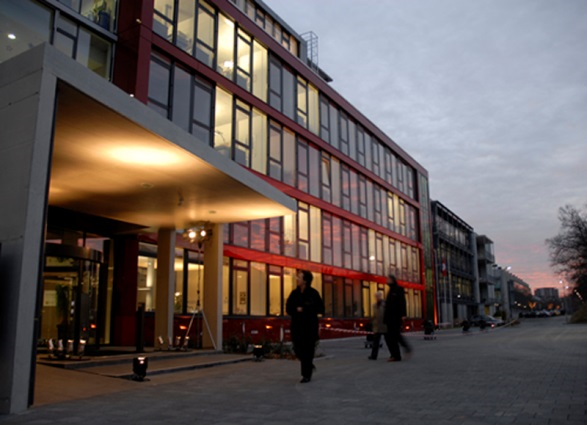
L'edificio dell'IPI in Stauffacherstrasse a Berna

L'Istituto federale della proprietà intellettuale (in tedesco Eidgenössisches Institut für Geistiges Eigentum); in francese Institut fédéral de la propriété intellectuelle; in romancio Institut Federal da Proprietad Intellectuala), o IPI, è l'ufficio svizzero di tutela della proprietà intellettuale.
Ha sede nella capitale federale Berna e dipende dal Dipartimento federale di giustizia e polizia.
Dal 1996 gode dello statuto di istituto di diritto pubblico della Confederazione e, in quanto tale, è dotato di personalità giuridica propria ed è indipendente dalla gestione federale. L'IPI impiega 260 collaboratori (marzo 2014).

## Compiti e servizi
I compiti dell'IPI sono definiti nella legge sullo statuto e sui compiti dell'IPI (LIPI):
- Rilascio di titoli di protezione: l'IPI è l'autorità competente per le domande di brevetto, marchio e design in Svizzera e, secondo le procedure, anche per quelle internazionali. Si occupa di esaminare le domande nazionali, rilascia titoli di protezione e gestisce i relativi registri. I titoli di protezione sono pubblicati nella banca dati online Swissreg, l'organo di pubblicazione ufficiale dell'IPI che comprende informazioni accessibili gratuitamente tratte dai registri e sulle topografie protette.
- Servizio informativo di interesse generale:  l'IPI informa gli operatori economici, gli istituti di formazione e il pubblico sui sistemi di protezione e su come sfruttarli al meglio. A questo fine è stata creata una pagina web dedicata alle PMI e ai non professionisti su kmu.ipi.ch.
- Prestazioni politiche: l'IPI elabora la legislazione in materia di brevetti d'invenzione, design, diritto d'autore e diritti di protezione affini, topografie di prodotti a semiconduttori, marchi e indicazioni di provenienza, stemmi e altri segni pubblici oltre a occuparsi di altre emanazioni nell'ambito della proprietà intellettuale. Funge da consulente delle autorità federali e rappresenta la Svizzera in seno alle organizzazioni internazionali e nelle trattative con Paesi terzi per le questioni relative alla proprietà intellettuale.
- Servizi informativi commerciali: con il nome ip-search l'IPI propone servizi di diritto privato svolgendo ricerche sui marchi e sui brevetti: nell'ambito dei marchi si tratta soprattutto di ricerche di marchi simili e in ambito brevettuale di ricerche sullo stato della tecnica, ricerche sulla validità giuridica, ricerche sulle violazioni di brevetto (Freedom to Operate) e analisi contestuali. Le informazioni sui marchi, sui brevetti e sulle tecnologie costituiscono per le aziende un'importante base per le decisioni a livello di ricerca e sviluppo, giuridico e marketing.

## Collaboratori
Direttori
- 1888 – 1921 Friedrich Haller
- 1921 – 1935 Walther Kraft
- 1935 – 1962 Hans Morf
- 1962 – 1969 Joseph Voyame (1923 – 2010)
- 1969 – 1975 Walter Stamm
- 1976 – 1985 Paul Brändli
- 1985 – 1989 Jean-Louis Comte
- 1989 – 2015 Roland Grossenbacher (* 1950)

Esperto tecnico
- 1902 – 1909: Albert Einstein (1879 – 1955)

## Storia
L'Ufficio Federale della Proprietà Intellettuale fu fondato il 15 novembre 1888. Nel 1978, a seguito dell'entrata in vigore del nuovo diritto in materia di organizzazione dell'amministrazione, cambiò nome (da Eidgenössische Amt für Geistiges Eigentum a Bundesamt für geistiges Eigentum, BAGE) per poi diventare un istituto di diritto pubblico indipendente chiamato Istituto Federale della Proprietà Intellettuale (IPI) il 1º gennaio 1996.